# Strömmen, Vasa
Strömmen är ett sund i Finland. Det ligger i Vasa i landskapet Österbotten, i den västra delen av landet, 400 km nordväst om huvudstaden Helsingfors.
Strömmen ligger mellan Svartholmen i norr, Bengtskäret i söder och fastlandet i öster. I nordost ansluter den till Svartholmsviken via Branten och i nordväst till Östmansfjärden.